# ادگار یونگ

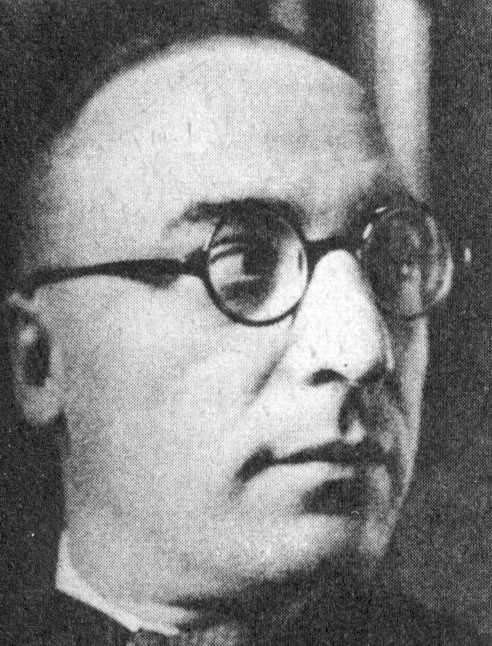
ادگار یونگ در حدود ۱۹۲۵

ادگار یولیوس یونگ (به آلمانی: Edgar Julius Jung) (زادهٔ ۶ مارس ۱۸۹۴- مرگ ۱ ژوئیهٔ ۱۹۳۴) حقوق‌دان آلمانی بود. او رهبر جنبش انقلابی محافظه‌کار بود که نه تنها با جمهوری وایمار که با جنبش نازیسم هم مخالف بود. او در پاکسازی موسوم به شب دشنه‌های بلند به قتل رسید.
او در لودویگسهافن در راینلاند-فالتس زاده‌شد. در جریان جنگ جهانی اول داوطلبانه شرکت جست. او تا پیش از برآمدن هیتلر مشاور سیاسی و نویسندهٔ سخنرانی‌های فرانتس فون پاپن بود.